# Wydmuchowo (Włocławek)
Wydmuchowo – nazwa osiedla we Włocławku. Historycznie grunt o tej nazwie znajdował się na obszarze wschodniej pierzei obecnego Placu Wolności. Żadna z ówczesnych map ani dokumentów nie określa Wydmuchowa mianem osiedla, przedmieścia czy folwarku. Od czasu zabudowania placu w drugiej połowie XIX wieku nazwa Wydmuchowo nie pojawia się na mapach. Mimo to, Wydmuchowo jako osiedle (część miasta) nadal jest ujęte w Krajowym Rejestrze Urzędowym Podziału Terytorialnego Kraju TERYT.

## Historia

### Karczma Wydmuchowo
Rozporządzenie Komisji Dobrego Porządku z 1787 roku opisuje Karczmę Dworską o nazwie Wydmuchowo, umiejscowioną naprzeciw Klasztoru OO. Reformatów na placu o numerze hipotecznym 282 przy ulicy Brzeskiej. Pod tym samym numerem istniał plac strzelniczy Bractwa Strzeleckiego. W lokalizacji opisanej jako Pod Wydmuchowem odnotowano trzy domy, należące do Gołąbka (narożny), Zielenkiewicza i Maliszewskiego. Z kolei za Wydmuchowem znajdował się plac miejski, pusty, obejmujący teren od brodu do ul. Kowalskiej (ob. ul. 3 Maja) - dzisiejszy Plac Wolności. Plan Miasta Włocławka, załączony do Rozporządzenia Komisji Dobrego Porządku z 1787 roku umiejscawia karczmę Wydmuchowo wraz z przynależnymi do niej gruntami na wschodniej pierzei dzisiejszego Placu Wolności. Teren na planie trójkąta częściowo zachodzi na środek placu. 
Rozporządzenie nie używa nazwy Wydmuchowa jako osiedla. Karczma opisana jest jako znajdująca się na przedmieściu Nowe Miasto. Została utworzona na gruntach kościelnych przywilejem biskupa Stanisława Karnkowskiego z 1577 roku. Wymienia ją inwentarz miasta sporządzony w 1751 roku. Przywilej z roku 1777 zwalnia karczmę z wolnej propinacji trunków na rzecz skarbu biskupiego. Samo rozporządzenie przekazuje grunt, na którym znajduje się karczma na rzecz miasta. Prawa propinacji udziela Zgromadzeniu Piwowarów Wolnego Trunku. Karczma jest zaznaczona na planie miasta z 1824 roku. Zdzisław Arentowicz w swojej pracy pt. Z dawnego Włocławka podaje, że karczma Wydmuchowo, znajdująca się na rogu ob. Placu Wolności i ul. Warszawskiej, upadła ze starości ok. 1840 roku. 

### Obecnie

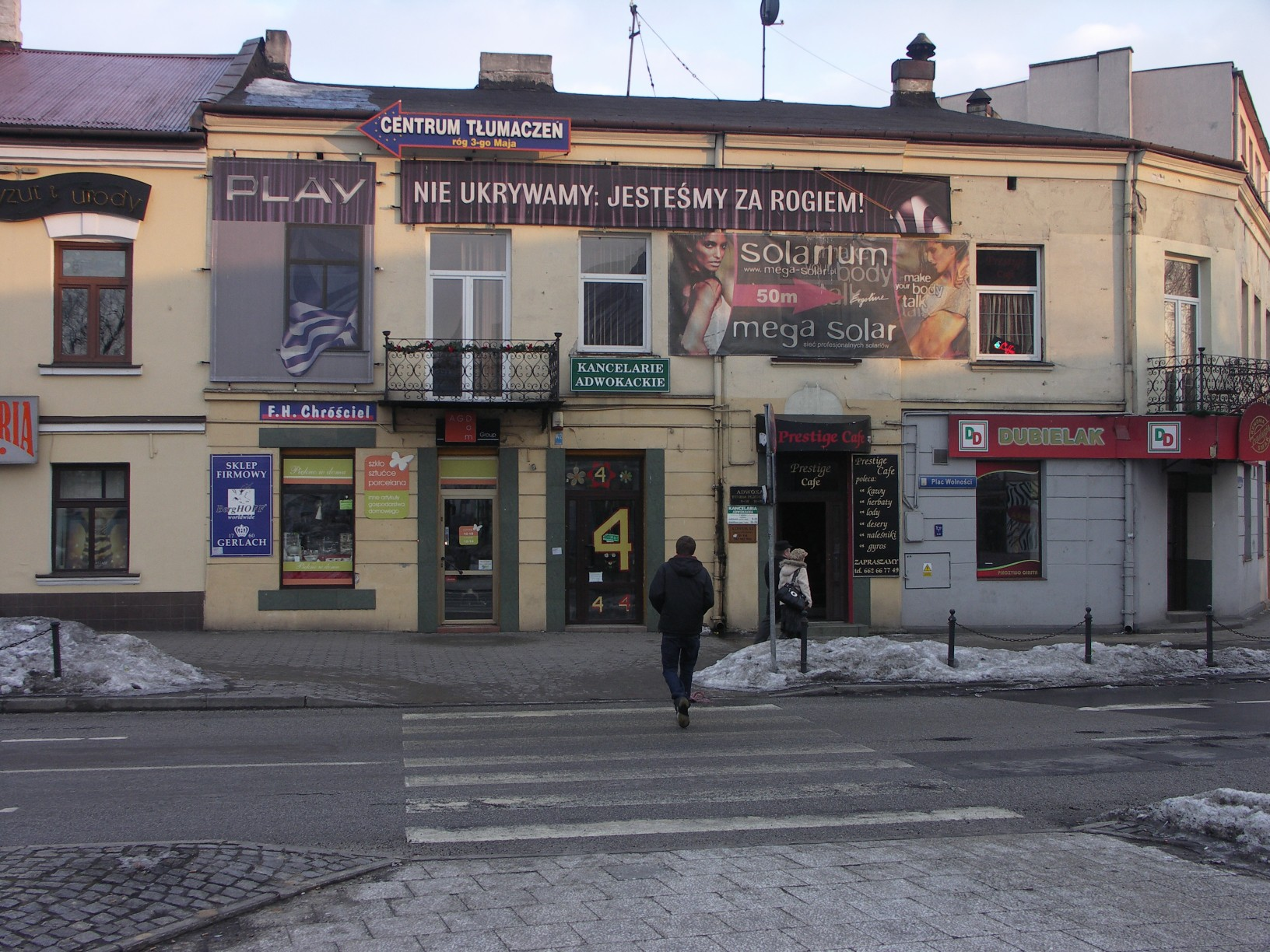
Według Z. Arentowicza, karczma Wydmuchowo znajdowała się na rogu Placu Wolności ul. Warszawskiej. Obecnie znajduje się tu kamienica pod adresem Plac Wolności 14/Warszawska 8, zbudowana w 1905 roku

Na planie miasta z 1844 r. teren opisany jest jako grunt należący do wsi Zazamcze. Plan miasta z 1851 r. określa ten obszar jako grunt zwany Wydmuchowo, należący do Ekonomii Rządowej Brześć. Etnograf Oskar Kolberg wymienia Wydmuchowo we Włocławku wśród nazw miast, wsi, osad i folwarków w byłym powiecie włocławskim, zamieszczonym w IV tomie jego monografii Lud. Jego zwyczaje, sposób życia, mowa, podania, przysłowia, obrzędy, gusła, zabawy, pieśni, muzyka i tańce, po raz pierwszy wydanym w 1869 roku. Profesor Zenon Guldon w artykule pt. W czasach szlacheckiej Rzeczypospolitej – Terytorium ludość i stosunki społeczno-gospodarcze, zamieszczonym w pracy pt. Studia z dziejów ziemi dobrzyńskiej XV–XX wiek z 1987 r. wymienia Wydmuchowo karczmę w wykazie osad na ziemi dobrzyńskiej w latach 1775–1789. Umiejscawia ją na terenie parafii Wola w powiecie lipnowskim.
Wraz z rozwojem miasta, w drugiej połowie XIX zaczęto zabudowywać teren dzisiejszego Placu Wolności. Równocześnie nazwa Wydmuchowo przestała być używana na mapach. W okresie dwudziestolecia międzywojennego plac stał się centralnym punktem miasta i zachowuje ten status do dziś. Obecnie znajdują się tu budynki pod adresem Plac Wolności 14-20. Domy pod numerami 14, 15, 16, 17a i 20 wpisane są do gminnej ewidencji zabytków. Zostały zbudowane w okresie od 1848 do 1936 roku. Pod numerem 17 znajduje się Dom Rzemiosła, zbudowany w latach 1959-1963 dla upamiętnienia Tysiąclecia Państwa Polskiego. Pod adresem Plac Wolności 18-19 znajduje się współczesny biurowiec Inspektoratu Zakładu Ubezpieczeń Społecznych.

## Etymologia i użycie nazwy współcześnie
Wyraz Wydmuchowo i pokrewny mu Wydmuchów wg Słownika języka polskiego PWN oznacza potocznie "miejsce narażone na działanie wiatru" lub "miejsce odległe od zamieszkałego centrum". W czasach powstania karczmy Wydmuchowo istotnie znajdowało się poza ówczesnymi granicami Włocławka, zaś na niezabudowanym placu działanie wiatru mogło być bardziej odczuwalne.
Współcześnie nazwy tej używa się bardzo rzadko. Zapytanie "Wydmuchowo" "Włocławek" w wyszukiwarce internetowej Google daje 28 precyzyjnych odpowiedzi (stan na 23.08.2021) oraz blisko 5 tysięcy wyników podobnych do poprzednich dwudziestu ośmiu. Spośród 28 najtrafniejszych odpowiedzi, jedna odsyła do uchwały Rady Miasta Włocławka z 2005 roku. Pięć podaje wyniki z polskojęzycznej Wikipedii lub stron jej zbliżonych, gdzie nazwa osiedla pada w szablonie pt. Dzielnice i osiedla Włocławka pojawiającym się na dole każdego artykułu z nim związanego. Pozostałe odpowiedzi odnoszą się do map internetowych. Dla porównania, zapytanie w tej samej wyszukiwarce o używaną do dziś nazwę Rózinowo pt. "Rózinowo" "Włocławek" daje 49 odpowiedzi precyzyjnych i ponad 5 tysięcy wyników podobnych. Nazwy używa m.in. znajdująca się tam parafia Chrystusa Króla, popularnie nazywana parafią na Rózinowie - pada ona m.in. w adresie strony internetowej wspólnoty. Słowo Rózinowo zostało zawarte w nazwie jednego z przystanków Miejskiego Przedsiębiorstwa Komunikacyjnego oraz w nazwie jednego z obrębów miasta. Pojawia się ono m.in. w mediach społecznościowych (Facebook) i w lokalnych mediach (portal Włocławek. Nasze Miasto), a także w publikacji Głównego Urzędu Statystycznego pod nazwą Zmiany administracyjne miast 1945-1984 (stan na 23.08.2021).
Decyzją Uchwały nr 126//XXXIX/2005 Rady Miasta Włocławek z dnia 9 września 2005 roku nazwa Wydmuchowo została pozostawiona w wykazie urzędowych nazw miejscowości w Polsce i nadal widnieje w Krajowym Rejestrze Urzędowym Podziału Terytorialnego Kraju TERYT.